# Keith Aulie
Keith Aulie, född 11 juli 1989, är en kanadensisk professionell ishockeyspelare som spelar för Edmonton Oilers i NHL. Han har tidigare representerat Toronto Maple Leafs och Tampa Bay Lightning.
Aulie draftades i fjärde rundan i 2007 års draft av Calgary Flames som 116:e spelare totalt.